# 阿尔巴门
阿尔巴门（Port'Alba）是意大利, 那不勒斯的一个城门，位于但丁广场西北边缘，万维泰利柱廊以北。该门从广场通进一个小巷阿尔巴街，有销售乐器，书籍的店铺和餐馆，最终到达贝里尼广场（Piazza Bellini）。

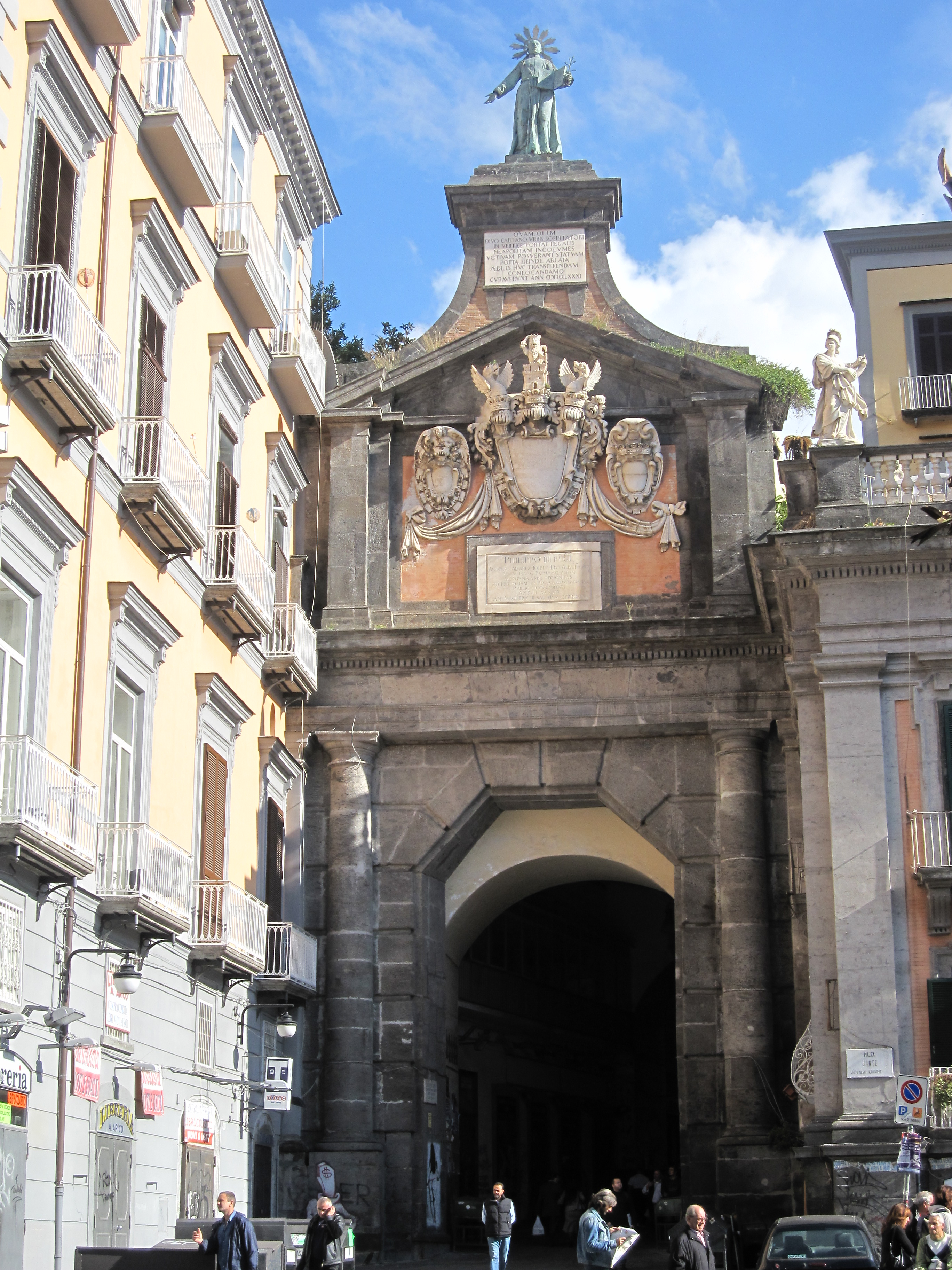
阿尔巴门

阿尔巴门是那不勒斯的城门中较晚开辟的一座，在1625年由西班牙总督阿尔巴公爵安东尼奥·阿尔瓦雷斯·托莱多开辟。
40°50′58″N 14°15′06″E / 40.849400°N 14.251800°E